# Euphyia plenitaeniata
Euphyia plenitaeniata là một loài bướm đêm trong họ Geometridae.